# Побужаев, Евгений Михайлович
Евгений Михайлович Побужаев — советский хозяйственный и государственный деятель, лауреат Государственной премии СССР за выдающиеся достижения в труде.

## Биография
Родился в 1921 году в деревне Перевоз. Член КПСС.
Окончил школу ФЗО при Сясьском ЦБК.
В 1937—1941 — электрослесарь, бригадир электрослесарей Сясьского целлюлозно-бумажного комбината.
Участник Великой Отечественной войны в составе полковой разведки 3-го стрелкового полка на Волховском фронте.
В 1942—1954 гг. — слесарь на заводах города Ленинграда.
В 1954—1986 гг. — слесарь-сборщик, бригадир слесарей-сборщиков завода «Электрик» имени Н. М. Шверника Министерства тяжёлого машиностроения СССР в городе Ленинграде.
Участник конструирования и сборки уникальных сварочных агрегатов для БАМа, КамАЗа, Волжского автомобильного завода, Саяно-Шушенской ГЭС, комбайностроительных заводов в Ростове, Гомеле, Новосибирске, автоматической линии по изготовлению объемных сварных каркасов для Колпинского ДСК.
За высокую эффективность и качество работы в области энергетики и тяжёлого машиностроения на основе творческого содружества коллективов смежников был в составе коллектива удостоен Государственной премии СССР за выдающиеся достижения в труде 1979 года.
Умер в 2006 году в Санкт-Петербурге.

## Награды
- Орден Октябрьской Революции (1971)
- Орден Отечественной войны II степени (06.04.1985)